# Fritz Halberg-Krauss
Friedrich Wilhelm Maximilian Theodor Krauss (* 22. März 1874 in Stadtprozelten; † 1. September 1951 in Prien am Chiemsee) war ein deutscher Landschaftsmaler des Impressionismus und wichtiger Vertreter der Münchner Schule.

## Leben

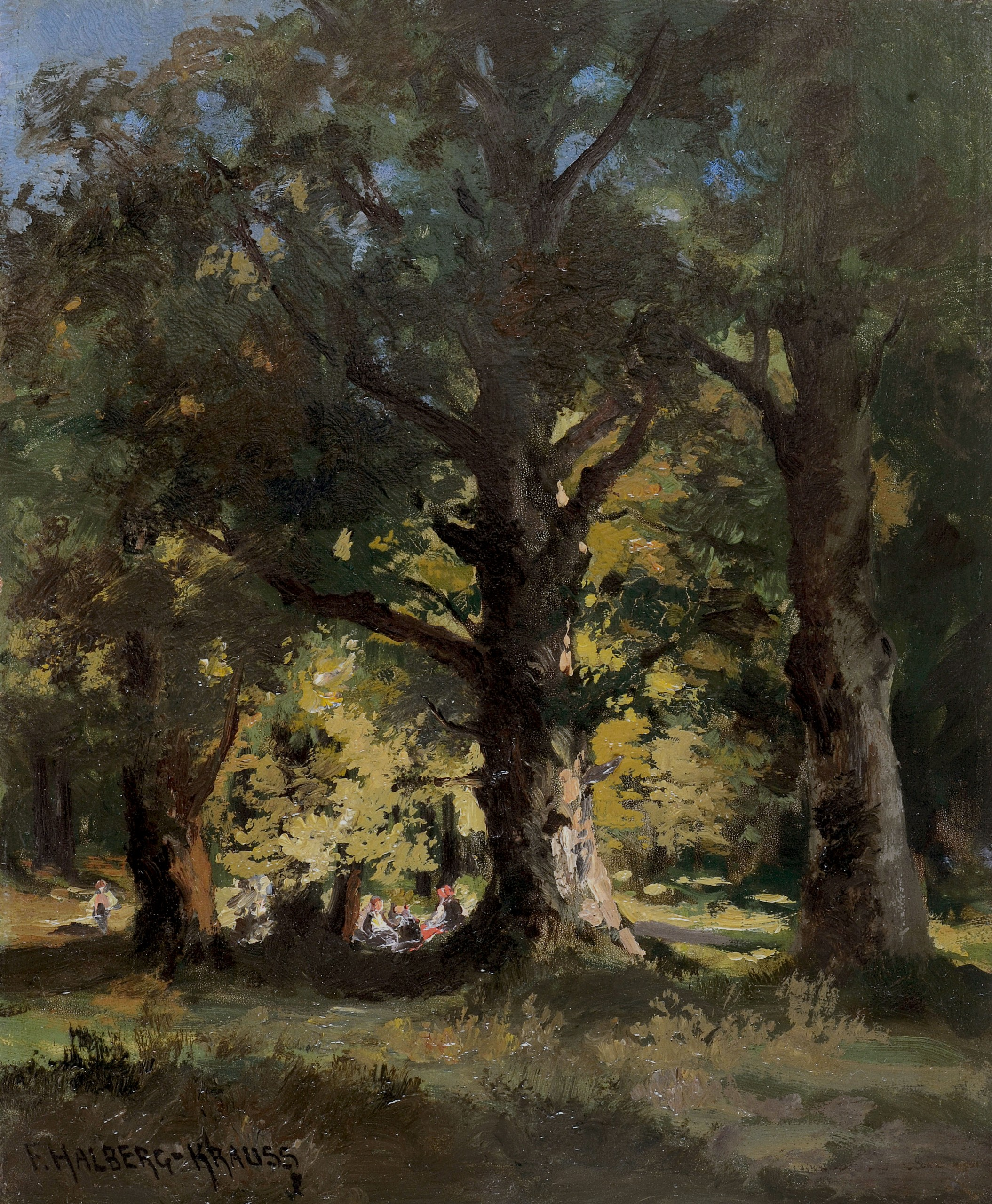
Picknick im Walde; Öl auf Leinwand/Karton

Fritz (Taufname: Friedrich Wilhelm Maximilian Theodor) wurde als viertes Kind des aus Straubing stammenden Apothekers Johann Paul Krauss und dessen Ehefrau Maria Auguste, geborene Dietsch, aus Marktbreit, 1874 in Stadtprozelten am Main geboren. Der Vater führte hier 1870 bis 1875 die seit 1816 bestehende Stadtapotheke. 1884 übersiedelte der 10-jährige mit der Familie von Bamberg nach München. Über seine schulische Bildung liegen bisher keine Informationen vor. 1893 wird er als Magistrats-Hilfsarbeiter geführt, später als „ausgeschiedener Amtsschreiber II. Klasse und Kunstmaler“, als der er um 1900 den Künstlernamen „Halberg-Krauss“ annahm. Vermutlich bildete er sich autodidaktisch zum Landschaftsmaler aus, doch sind Beeinflussungen durch das Werk der Maler Josef Wenglein und Eduard Schleich der Ältere deutlich, aber auch weiterer namhafter Künstler der Münchner Schule, wie August Fink, Adolf Lier und August Seidel.
1906 heiratete er Stephanie Schmitt, die Ehe hielt allerdings nicht lange: Bereits zwei Jahre später ging er mit Ludowika Rosenberger eine zweite Ehe ein. 1908 wurde der Sohn Richard geboren.
In der Zeit des Nationalsozialismus war Halberg-Krauss Mitglied der Reichskammer der bildenden Künste und u. a. mit 19 Bildern von 1937 bis 1944, außer 1943, auf allen Großen Deutschen Kunstausstellungen in München vertreten. Davon erwarben u. a. Hitler drei und der Nazi-Führer Bernhard Rust und die Gauleitung Hessen-Nassau je ein Bild.
Mit der Familie lebte Halberg-Krauss in München-Neuhausen, unterbrochen von einem längeren, kriegsbedingten Aufenthalt 1940 bis 1945 in Bad Endorf. Nach längerer Krankheit starb er 1951 im Krankenhaus von Prien am Chiemsee.

## Bildnis
- Rudolph Tillmetz (1880–1966): „Bildnis Fritz Halberg-Krauss“, 1944; Abb.: Karl J. Aß (Bearb.): Fritz Halberg-Krauss 1874–1951. Prien 1996, S. 4.

## Werk
Halberg-Krauss ist nie in eine Malschule gegangen. Seine Ausbildung fand über das Studium der Meister-Gemälde von 1840 bis 1870 und die Ausflüge in die Landschaft rund um München statt. Er besuchte dabei u. a. die obere Isarlandschaft und die Hochmoore und Gegenden bei Penzberg, Beuerberg und Großkarolinenfeld, im Dachauer Moos und den bayerischen Alpen und ihrem Vorland. Gerade in der nördlichen Heidelandschaft hielt er sich sehr gerne auf; dort entstanden Bilder mit großer Eindringlichkeit durch ihr Zusammenspiel aus Licht, Luft und Wolken in ihrem jahreszeitlichen Wechsel. Ausflüge führten ihn auch zu den Voralpenseen und insbesondere zum Ammersee mit seinen stillen Buchten und den großen Bäumen, die sich im Wasser spiegeln.
Da er während des Krieges im Stile der Schule von Barbizon malte, durfte er seine Kunst weiter ausführen. Er erhielt in dieser Zeit, im Gegensatz zu den „Expressionisten“, weiter Aufträge. Seine Arbeiten zeigte er anlässlich der bedeutenden Kunstausstellungen der Zeit. Insbesondere sein ab ca. 1940 entstandenes Spätwerk wird heute sehr geschätzt und ist mit seinen leuchtenden Farben und dem sicheren Pinselstrich, der vor allem die skizzenhaften Bilder der 1940er Jahre prägt, ein charakteristisches Beispiel der zeitgenössischen Freilichtmalerei. Halberg-Krauss gilt als der letzte Repräsentant der alten „Münchner Schule“. 1996 konnte die Marktgemeinde Prien 128 Arbeiten aus dem Nachlass der Enkelin des Künstlers übernehmen.

## Ausstellungen
- München, Glaspalast, 1908 bis 1922; Maximilianeum (Ersatzausstellung) 1936
- München, Große deutsche Kunstausstellung im Haus der deutschen Kunst, München (1937–1944)
- Prien am Chiemsee, 1. deutsche Kunstausstellung 1945

posthum:
- München, Ausstellung „Die Münchner Schule 1850-1914“, (Katalog) 1979
- Bruckmühl, Galerie Markt Bruckmühl, Einzelausstellung, 2001
- Prien, Galerie im alten Rathaus, Einzelausstellung 2010